# ヒューゴ・ビルイェル
ヒューゴ・ビルイェル（スウェーデン語: Hugo Birger、1854年1月12日 - 1887年6月17日）は、スウェーデンの画家である。

## 略歴
ストックホルムに生まれた。父親は版画出版の仕事をしていた。1870年から1877年までスウェーデン王立美術院で学び、1877年に、留学の奨学金が与えられるロイヤル・メダルを受賞した。
スウェーデン王立美術学校予備課程時代の同級生には、カール・ラーション、ペール・エークストレム、アーンシュト・ユーセフソン がいる。
1877年にパリへ留学し、1878年の夏は、スウェーデンの画家カール・ラーションとフランスの風景画家が集まったバルビゾンで過ごした。1879年にサロン・ド・パリに初めて出展した。1880年には女性を描いた人物画を出展した。1881年からスペインを旅し、1882年にグラナダでMathilda Gadeaと結婚した。夫妻はパリやグレー＝シュル＝ロワンに滞在した後、グラナダに戻った。グラナダから北アフリカを訪れた。この旅で一連のスペインやアフリカの風景を描いた作品が生まれた。
その後もパリやスウェーデンのヨーテボリや海岸の町で作品を描き、サロン・ド・パリに出展を続けた。1887年に健康を害し、パリからスウェーデンに戻る途中にヘルシンボリのホテルで没した。33歳であった。

## 主な作品

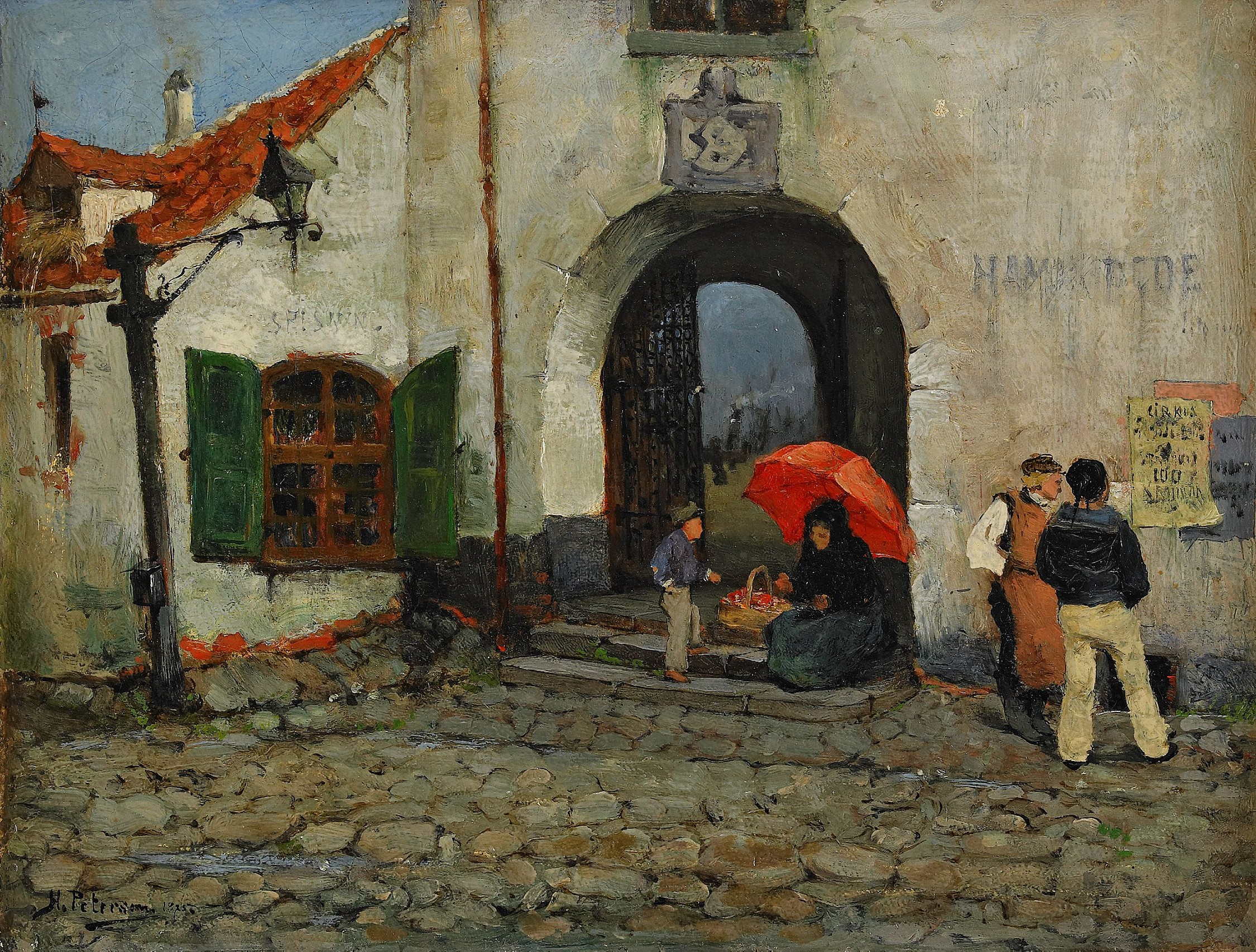
Utanför hamnfogdekontoret （1875年）
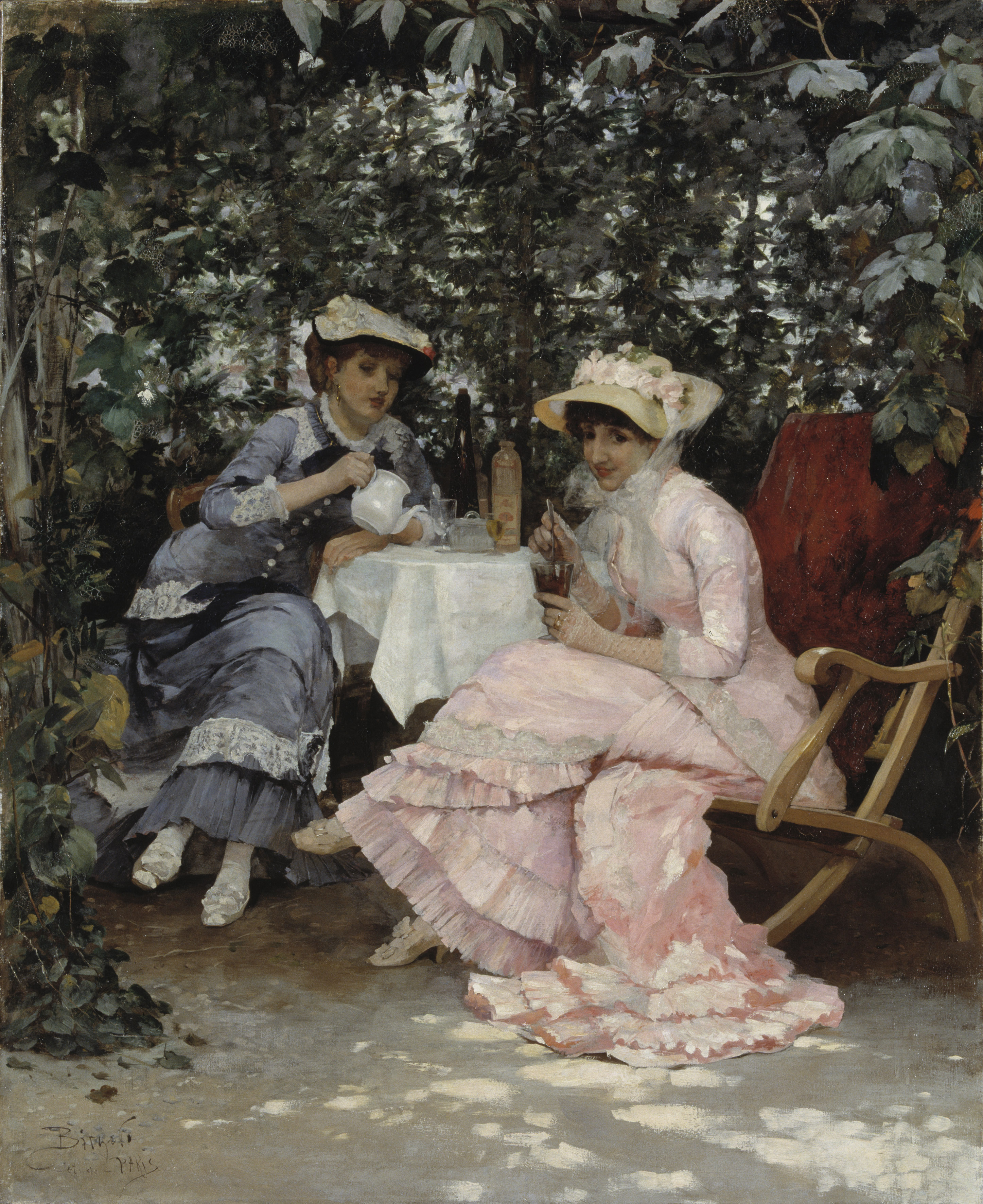
I bersån （1880年）
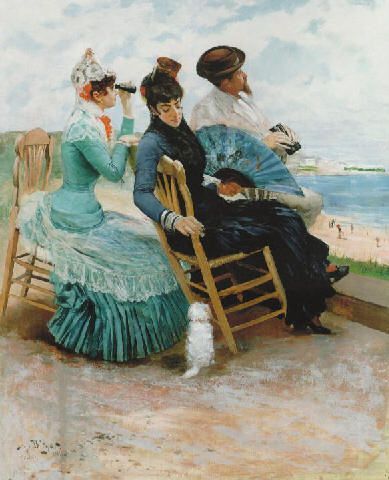
『海岸の婦人と紳士』（1883年）
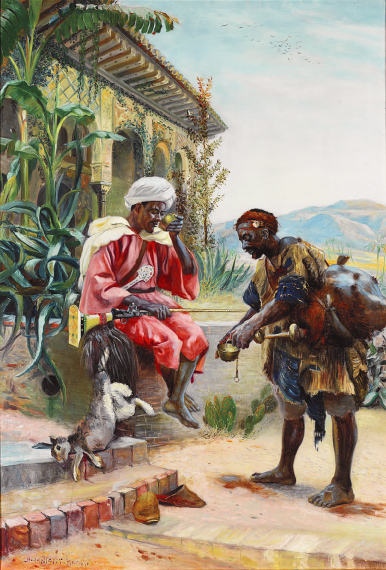
『北アフリカの猟師』

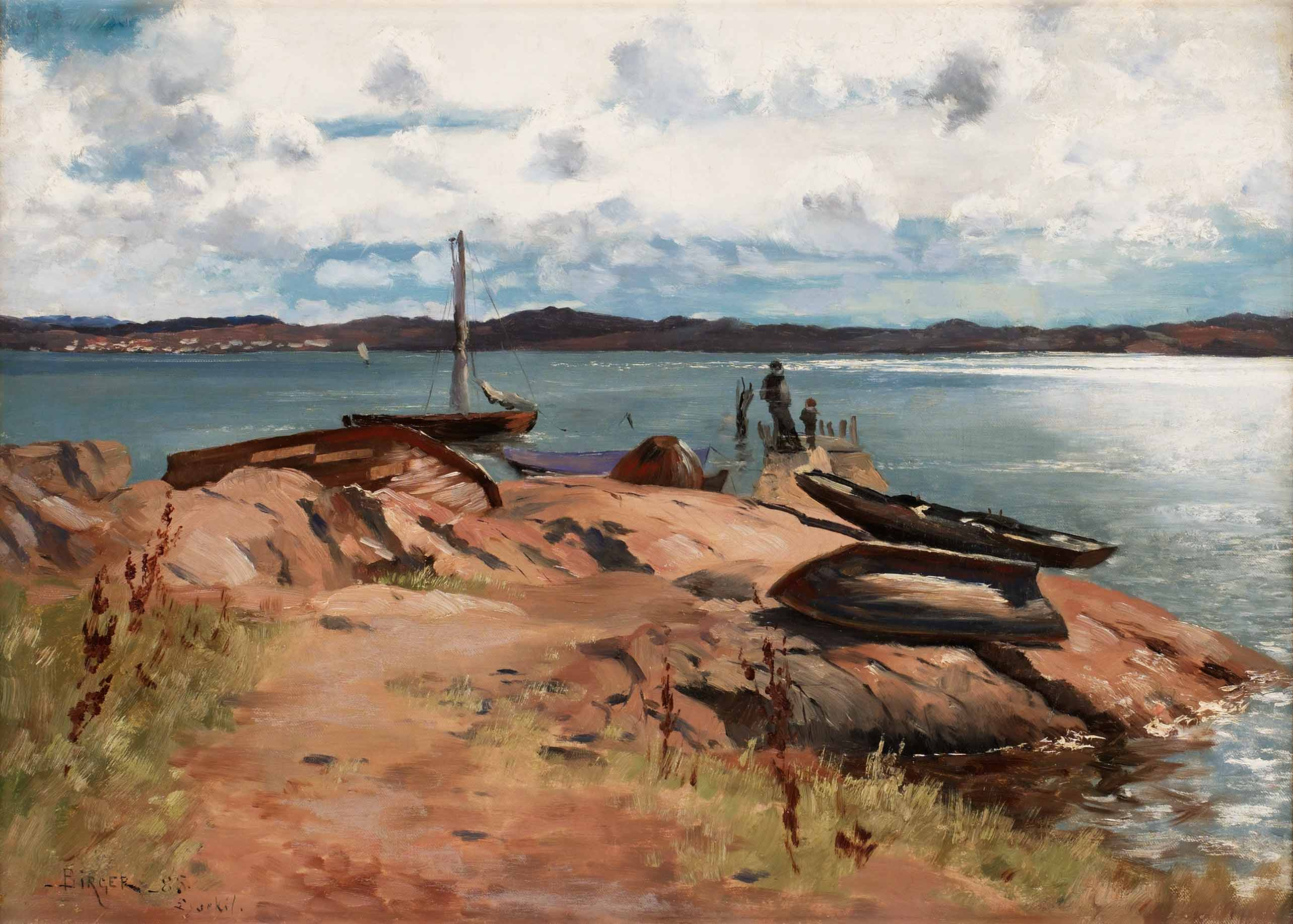
『リューセヒールの橋』 （1885年）
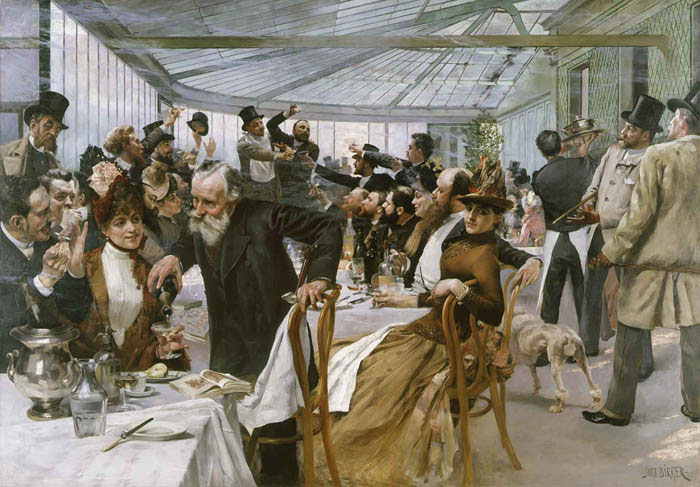
『パリのカフェでの画家の朝食』 （1886年）
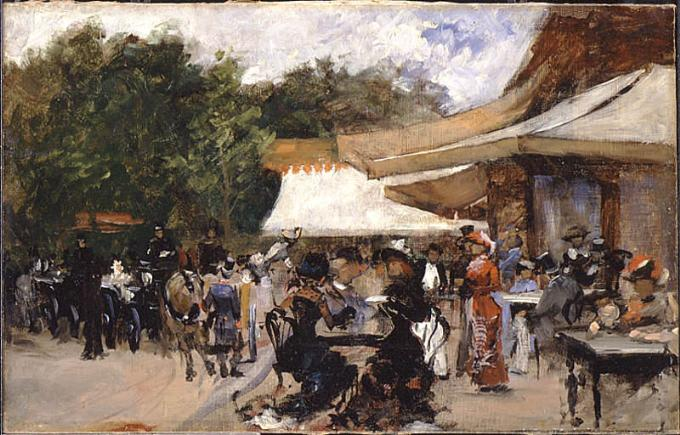
『ブローニュの森のレストランの外観』